# Elisabeth Meyer
Pour les articles homonymes, voir Meyer.
Katharina Elisabeth Meyer née Tuxen le 19 juillet 1859 à Svendborg et morte le 4 juillet 1927 à Copenhague est une compositrice danoise. 

## Biographie
Elle naît le 19 juillet 1859 à Svendborg, au Danemark,, de Anthonius Oluf Tuxen (1829-1909), directeur de l'école de navigation, et de Sophie Amalie Simonsen (1838-1909), professeure de chant. Sa sœur est la chanteuse Marie English,. 
La grand-mère d'Elisabeth Meyer est la chanteuse d'opéra Catharine Simonsen (en), son grand-père Sophus Simonsen (da) joue à la Chapelle Royale, son oncle est le chanteur d'opéra Niels Juel Simonsen et son neveu est le chef d'orchestre Erik Tuxen. La mère et plusieurs frères et sœurs d'Elisabeth Meyer sont également des chanteurs ou des musiciens.
Elle étudie la musique avec sa mère, avec Arthur Allin (en) et peut-être les compositeurs Hans Jørgen Malling et Ludwig Birkedal Barford. 
Comme la plupart des autres compositrices de l'époque, Elisabeth Meyer doit utiliser le temps qui lui reste, après les travaux ménagers quotidiens, pour son travail musical. La majorité de sa production date des années 1890. Par conséquent, il n'est pas étonnant que la plupart de sa musique soit des chansons, souvent avec des paroles de Thor Lange ou J.P. Jacobsen, avec un simple accompagnement au piano.
Sa cantate a remporté un premier prix partagé lors d'un concours à l'Exposition féminine de 1895 à Copenhague. Le texte de la cantate est de Jenny Blicher-Clausen et décrit la vie des femmes dans l'Antiquité et au Moyen Âge.
Ses œuvres ont bénéficié d'une certaine publicité car ses chansons étaient parfois chantées lors de concerts par sa sœur et par son oncle.
Elle demande en vain deux fois une bourse pour aller étudier la composition à Copenhague. En 1899, elle déménage avec sa famille à Copenhague. à la suite de la promotion de son mari au poste de directeur des télégraphes et s'établit à Hellerup, mais à ce moment-là, Elisabeth Meyer a apparemment renoncé à poursuivre ses études et ne publiera par la suite qu'un seul ouvrage.
Elle épouse le directeur du télégraphe Niels Rasmussen avec qui elle a quatre enfants.
Elle meurt à Copenhague le 4 juillet 1927,.

## Œuvres
Meyer a écrit une soixantaine de chansons et une cantate (perdue). 
- Le Lark
- Berceuse pour violon et pianoforte
- Naar Duggen falder pour pianoforte [3]